# Harald von Bose
Harald von Bose (* 14. November 1955 in Hamburg) ist ein deutscher Datenschutzexperte. Er war von 2005 bis 2020 Landesbeauftragter für den Datenschutz Sachsen-Anhalt.

## Leben
Er entstammt der Adelsfamilie von Bose. Harald von Bose studierte an der Universität Bonn und wurde dort 1989 mit der Dissertation Republik und Mischverfassung – zur Staatsformenlehre der Federalist Papers promoviert. Seit 1977 ist er Mitglied des Corps Borussia Bonn.
Harald von Bose wurde am 3. März 2005 in der Sitzung des Landtages von Sachsen-Anhalt auf Vorschlag der Landesregierung zum Landesdatenschutzbeauftragten des Landes Sachsen-Anhalt gewählt. Dieses Amt trat er als Nachfolger von Klaus-Rainer Kalk am 16. März 2005 an. Außerdem nahm von Bose ab dem 1. Oktober 2008 auch die Aufgaben des Landesbeauftragten für die Informationsfreiheit wahr. Am 9. Dezember 2010 bestätigte der Landtag von Bose für eine zweite Amtszeit von sechs Jahren. Die zweite Amtsperiode begann am 16. März 2011. Da der Landtag bis zum Ende des Jahres 2020 keinen mehrheitsfähigen Nachfolger für von Bose finden konnte, endete von Boses Amtszeit qua Gesetz am 31. Dezember 2020, sodass das Amt des Landesbeauftragten für den Datenschutz Sachsen-Anhalt danach zunächst unbesetzt blieb. Erst zum 1. September 2024 trat, nach Wahl im April 2024 und Ernennung im Juli 2024, Maria Christina Rost als Landesdatenschutzbeauftragte des Landes Sachsen-Anhalt die Nachfolge an.
Von Bose wurde 2014 in das Domkapitel der Vereinigten Domstifter berufen.